# Enjoy Poker Tour
O Enjoy Poker Tour foi criado após o término do Enjoy Poker Series, campeonato que aconteceu entre 2012 e 2019 em várias cidades do Chile como Santiago, Pucón, Coquimbo, Colchagua, Viña del Mar onde tinha o título de Campeonato Nacional de Poker do Chile e também acontecia no Uruguai em Punta del Este visando o público brasileiro que visita a cidade no fins de ano, o Enjoy Poker Series não retornou em 2020 devido à Covid-19.

## História
Em 2022, após 2 anos de hiáto devido a Covid-19 houve o retorno dos eventos de poker na região com a criação do Enjoy Poker Tour, substituindo o Enjoy Poker Series.
A última etapa da temporada 2022, em Outubro, teve como campeão o americano Rene Nezhoda, conhecido por participar da série Quem Dá Mais?, Rene e sua esposa possuem uma loja de pechinchas em Poway, Califórnia, EUA. Para esta temporada foram mais de 3.892 entradas em torneios e foi distribuido mais de U$D 3.219.286.
Para temporada de 2023, foram disputadas 3 etapas que somaram 972 jogadores e U$D 1.175.536 de premiação somente no evento principal.
A temporada 2023-2024 iniciou em dezembro de 2023, com a Gran Final Millonaria 2023, evento milionário que acontece desde 2008 em dezembro no Enjoy Punta del Este, quando ainda era Conrad Resort & Casino. Esta etapa também foi o início do ranking desta temporada, o ranking terminará com a etapa de Outubro/2024 e na Gran Final Millonaria 2024 serão apresentados os vencedores do ranking.
Com patrocinio do en:ACR Poker os jogadores podem se classificar para os eventos do Enjoy Poker Tour através de satélites online.

## Resultados

### 1ª Temporada (2022)
| Data             | Evento                                                                       | Entradas | Premiação | Vencedor               | Prêmio  | Resultado |
| ---------------- | ---------------------------------------------------------------------------- | -------- | --------- | ---------------------- | ------- | --------- |
| 8 a 13 Fevereiro | Enjoy Poker Tour $1.100 por Americas Cardroom Enjoy, Punta del Este, Uruguai | 433      | $420.010  | Ramiro Petrone         | $84.780 |           |
| 6 a 13 Abril     | Enjoy Poker Tour $1.100 por Americas Cardroom Enjoy, Punta del Este, Uruguai | 246      | $238.620  | Fabio Colonese         | $55.280 |           |
| 24 a 28 Julho    | Enjoy Poker Tour $1.100 por Americas Cardroom Enjoy, Punta del Este, Uruguai | 285      | $276.450  | Giorgio Tonin Da Silva | $61.290 |           |
| 8 a 15 Outubro   | Enjoy Poker Tour $1.100 por Americas Cardroom Enjoy, Punta del Este, Uruguai | 340      | $329.800  | Rene Nezhoda           | $70.455 |           |

### 2ª Temporada (2023)
| Data             | Evento                                                                        | Entradas | Premiação | Vencedor                  | Prêmio   | Resultado |
| ---------------- | ----------------------------------------------------------------------------- | -------- | --------- | ------------------------- | -------- | --------- |
| 7 a 11 Fevereiro | Enjoy Poker Tour $1.100 Enjoy, Punta del Este, Uruguai                        | 404      | $395.761  | Mathías Duarte            | $81.345  |           |
| 22 a 29 Julho    | Enjoy Poker Tour $1.100 Enjoy, Punta del Este, Uruguai                        | 301      | $291.790  | Fabrizio Gonzalez Cataldi | $64.165  |           |
| 8 a 14 Outubro   | Enjoy Poker Tour $1.650 U$D 500.000 Garantidos Enjoy, Punta del Este, Uruguai | 267      | $487.985  | Vlad Lache                | $110.175 |           |

### 3ª Temporada (2023-2024)
| Data                                | Evento | Entradas | Premiação  | Vencedor               | Prêmio   | Resultado |
| ----------------------------------- | --- | -------- | ---------- | ---------------------- | -------- | --------- |
| 1 a 9 Dezembro 2023                 | Enjoy Poker Tour $1.650 Gran Final Millonaria 2023 U$D 500.000 Garantidos Enjoy, Punta del Este, Uruguai   | 388      | $564.540   | Brian Kaufman Esposito | $117.025 |           |
| 16 a 24 Fevereiro 2024              | Enjoy Poker Tour $1.650 U$D 500.000 Garantidos Enjoy, Punta del Este, Uruguai                              | 510      | $742.050   | Rolando Soria          | $144.710 |           |
| 2 a 10 Agosto 2024 *Pontos em dobro | Enjoy Poker Tour $1.650 Main Event: U$D 1.000.000 Garantidos Enjoy, Punta del Este, Uruguai                | 657      | $1,000,000 | Chris Moneymaker       | $179,770 |           |
| 4 a 12 Outubro 2024                 | Enjoy Poker Tour $1.650 Enjoy, Punta del Este, Uruguai                                                     | 291      | $500,000   | Andrés Korn            | $107,360 |           |
| 6 a 14 Dezembro 2024                | Enjoy Poker Tour $1.650 Main Event: U$D 500.000 Garantidos Enjoy, Punta del Este, Uruguai                  | 636      | $925,380   | Roberto Bianchi        | $172,795 |           |
| 6 a 14 Dezembro 2024                | Enjoy Poker Tour $2.750 Gran Final Millonaria 2024 U$D 1.500.000 Garantidos Enjoy, Punta del Este, Uruguai | 587      | $1,500,000 | Brian Saslavchik       | $380,975 |           |

- Campeão Enjoy Poker Tour 3ª Temporada (2023-2024) ESCALERA REAL:  Manig Loeser 

- Campeão Enjoy Poker Tour 3ª Temporada (2023-2024) POKER:  Diego Echeverria

- Campeão Enjoy Poker Tour 3ª Temporada (2023-2024) FULL HOUSE:  Bruno Bonilla

### 4ª Temporada (2025)
| Data              | Evento | Entradas | Premiação  | Vencedor        | Prêmio   | Resultado |
| ----------------- | --- | -------- | ---------- | --------------- | -------- | --------- |
| 14 a 22 Fevereiro | Enjoy Poker Tour 1° $1,650 U$D 1.000.000 Garantidos Enjoy, Punta del Este, Uruguai                            | 642      | $1.000.000 | Cristian Stival | $180.770 |           |
| 2 a 10 Maio       | Enjoy Poker Tour 2° $1,650 U$D 1.000.000 Garantidos Enjoy, Punta del Este, Uruguai                            | 479      | $1.000.000 | Joseph Santana  | $193.765 |           |
| 1 a 9 Agosto      | Enjoy Poker Tour 3° $1,650 U$D 1.000.000 Garantidos Enjoy, Punta del Este, Uruguai                            | 501      | $1.000.000 | Martín Prado    | $191.335 |           |
| 5 a 13 Dezembro   | Enjoy Poker Tour 4° $2.750 Gran Final Millonaria 2025 U$D 1.500.000 Garantidos Enjoy, Punta del Este, Uruguai |          |            |                 |          |           |

- Campeão Enjoy Poker Tour 4ª Temporada (2025) ESCALERA REAL: á confirmar

- Campeão Enjoy Poker Tour 4ª Temporada (2025) POKER: á confirmar

- Campeão Enjoy Poker Tour 4ª Temporada (2025) FULL HOUSE: á confirmar

## Melhores Jogadores da Temporada (ranking)
O ranking de 2023-2024 iniciou na Gran Final Millonaria 2023 e contará pontos até a etapa de Outubro de 2024. O ranking é dividido em 3 categorias selecionadas pelo valor da inscrição do torneio jogado, sendo elas:

### Categorias do Ranking
| Categoria     | Torneios jogados                          | Premiação |
| ------------- | ----------------------------------------- | --- |
| ESCALERA REAL | Acima de U$D 1.000 Exceto torneio Seniors | 1° - Inscrição Gran Final Millonaria 2024 + 9 noites de Hospedagem no Enjoy Punta del Este 2° - Inscrição Gran Final Millonaria 2024 3° - Inscrição Main Event |
| POKER         | De U$D 500 a U$D 999                      | 1° - Inscrição Main Event + 9 noites de Hospedagem no Enjoy Punta del Este 2° - Inscrição Main Event 3° - Inscrição Last Chance                                |
| FULL HOUSE    | Até U$D 499 Exceto torneio Ladies         | 1° - Inscrição Last Chance + 9 noites de Hospedagem no Enjoy Punta del Este 2° - Inscrição Open e Inscrição Closer 3° - Inscrição Closer                       |

### Pontuação do Ranking
por PARTICIPAÇÃO: Ao inscrever-se no torneio, cada participante receberá 500 pontos (pontuação única, independentemente do número de inscrições individuais), no ranking correspondente.

por POSIÇÃO: Cada torneio terá um conjunto de pontos a distribuir, que será determinado pela atribuição de um valor de 10 pontos a cada entrada. Exemplo: um torneio com 400 entradas tem um prize pool de 4000 pts.

Estes pontos serão atribuídos através da tabela de 12%, de acordo com a posição de cada participante.

### Bônus do Ranking
Após o final da última série de pontuação, serão atribuídos pontos extra pela regularidade.

- Aqueles que participaram em pelo menos três Main Event receberão 1000 pontos.

- Aqueles que participaram em todos os Main Event, 1500 pts.

## Vencedores por Pais
| Pos.  | País           | Títulos |
| ----- | -------------- | ------- |
| 1°    | Argentina      | 7       |
| 2°    | Brasil         | 3       |
|       | Uruguai        | 3       |
| 4°    | Estados Unidos | 2       |
| 5°    | Romenia        | 1       |
| Total | Total          | 16      |

Atualizado até a 3ª Etapa da 4ª Temporada - Agosto 2025. Em caso de empate: ordem alfabética.

## Mesa-finalistas por país
A mesa final é formada por 8 jogadores.
| Pos.  | País           | Mesa Final |
| ----- | -------------- | ---------- |
| 1°    | Argentina      | 51         |
| 2°    | Uruguai        | 37         |
| 3°    | Brasil         | 23         |
| 4°    | Chile          | 5          |
| 5°    | Estados Unidos | 4          |
| 6°    | Alemanha       | 3          |
| 7°    | Romenia        | 2          |
| 8°    | Colombia       | 1          |
|       | Paraguai       | 1          |
|       | Russia         | 1          |
| Total | Total          | 128        |

Atualizado até a 3ª Etapa da 4ª Temporada - Agosto de 2025. Em caso de empate: ordem alfabética.